# Guyunusa
María Micaela Guyunusa (sur del Río Negro, costa del Río Uruguay, Banda Oriental, 28 de setiembre de 1806 - Lyon, Francia, 22 de julio de 1834) más conocida como Guyunusa, fue una mujer charrúa. Ella integró, junto a Laureano Tacuavé Martínez, Vaimaca Pirú y Senacua Senaqué, el envío de indígenas de Uruguay para ser exhibidos y estudiados en un zoológico humano de París en 1833. El grupo es conocido en Uruguay como "los últimos charrúas". La historia de su desgracia, convertida en leyenda, simboliza la despótica intervención del primer gobierno nacional frente a la cultura indígena local y marca un hito en la Historia de Uruguay.

## Biografía
Guyunusa nació en la zona del actual Departamento de Paysandú, donde fue bautizada con el nombre cristiano de María Micaela. Hija natural de María Rosa, indígena charrúa. Micaela era uno de los nombres preferidos por las madres charrúas, en honor a la mártir peruana Micaela Bastidas. Fueron sus padrinos Victoria Cambyaé y Manuel Medina.
A los 5 años de edad, formó parte del Éxodo Oriental junto con su madre y otros familiares charrúas vinculados a la revolución oriental. Desde los 14 años debió vivir oculta en los montes, junto con su familia y su tribu. Los charrúas eran perseguidos y capturados, considerados por el gobierno de la Provincia Oriental como «malvados que no conocen freno alguno que los contenga», que no podían estar «librados a sus inclinaciones naturales».
El 11 de abril de 1831, los jefes charrúas, con sus tropas y familias, fueron convocados por el presidente Fructuoso Rivera y el ejército para conciliar diferencias, ofreciéndoles integrar tropas de cuidado de la frontera. Al llamado asistieron varios centenares de charrúas, así acompañó Guyunusa a sus familiares e integrantes de su tribu hasta un potrero cercano al arroyo Salsipuedes Grande, donde Rivera asesinó personalmente al cacique Venado de un tiro, siendo ésta la señal para iniciar la matanza. 1200 soldados al mando de Bernabé Rivera persiguieron y sentenciaron en el acto a 40 indígenas -según el parte de Rivera, y “miles” según la historia oral- y tomaron a 300 prisioneros, entre los que se encontraba Guyunusa, a la que le fue arrebatado su hijo, un niño pequeño del que no hay datos registrados. Los prisioneros fueron llevados a pie casi 300 km hasta Montevideo, donde algunos fueron vendidos como esclavos y otros permanecieron en cautiverio.
Durante el año siguiente a la matanza de Salsipuedes, Bernabé Rivera se dedicó a continuar con el genocidio del pueblo charrúa.
Guyunusa fue entregada al director del Colegio Oriental de Montevideo, el francés François De Curel, quien consideró que el contacto directo con sobrevivientes de una raza próxima a su extinción despertaría el interés del público y los científicos franceses y solicitó al gobierno uruguayo autorizaran el traslado de “Guyendita” y tres indígenas más a París.
Tenía 26 años y estaba embarazada de dos meses cuando partió el barco rumbo a Francia el 25 de febrero de 1833. El grupo estaba integrado también por el cacique Vaimaca Pirú (o Perú) y el chamán Senacua Senaqué, ambos en poder de De Curel y el joven guerrero Laureano Tacuabé (o Tacuavé) Martínez, elegido por el gobierno entre los que se encontraban en prisión. En el envío se incluían también un par de ñandúes, considerados por De Curel tan exóticos como los indígenas y con las mismas consideraciones y derechos. Fueron introducidos en Francia sin siquiera cumplir con los requisitos legales de la época.

## París
Al llegar a París, De Curel editó un folleto para anunciar su llegada y presentación al público, que decía:

“Estos indígenas formaban parte de una quincena de prisioneros conducidos a Montevideo en junio de 1832. El Presidente de la República Oriental del Uruguay me permitió traer cuatro de ellos a Europa, elegidos por ser los que presentaban mayor interés según los informes fisiológicos.”

El 8 de junio de 1833 fueron examinados por primera vez por los miembros de la Academia de Ciencias de Francia.
Guyunusa fue descripta con la cabeza elevada en forma prominente, con un tatuaje en la frente de tres rayas azules, menos habilidosa para el juego que Tacuabé y más indolente, con modo de hablar dulce. En el informe también figura que sabía cantar y se acompañaba tocando su violín.

“Michaela, muy bonita para una Charrúa, no tiene otra particularidad física de notar que los rasgos de un tatuaje que lleva sobre la frente y sobre la nariz. El tatuaje, tan común en los mares del sur y los Americanos del Norte es poco esparcido en el sur. Entre los Charrúas, es sólo practicado en las mujeres y se limita a tres rayas azules que se extienden verticalmente sobre la frente, desde la raíz del cabello hasta la punta de la nariz.”
Le National. Francia, 1833.

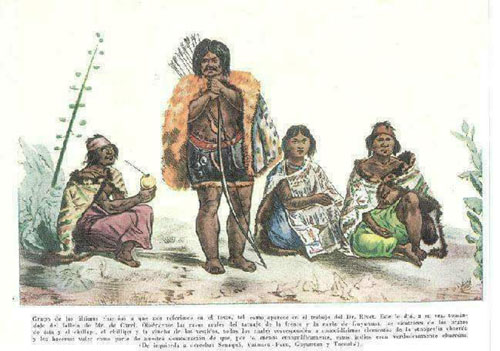
“Los últimos charrúas” exhibidos en París en 1833.

Fueron instalados bajo una toldería y expuestos a la curiosidad pública en la casa situada en el número 19 de la calle Chaussée-d’Antin en el IX Distrito de París. Se cobraban 5 francos para poder verlos y poco tiempo después la entrada fue rebajada a 2 francos debido a la poca asistencia del público.
Senaqué había viajado herido de lanza en el vientre, las malas condiciones del viaje empeoraron su situación y falleció el 26 de junio.
El trato despótico y humillante que les proporcionaba De Curel, además del castigo físico al que los sometía, comenzó a ser rechazado por la sociedad francesa que se apiadó de ellos y comenzaron las gestiones legales para liberarlos.
Vaimaca Pirú ayunó y guardó profundo silencio en señal de duelo por la muerte de Senaqué. Fueron trasladados a un nuevo local de exhibición donde estarían en mejores condiciones, Vaimaca falleció dos días después de llegar, el 13 de setiembre de 1833. Los médicos franceses diagnosticaron “muerte por melancolía”.
Guyunusa ya estaba al término de su embarazo y pocos días después de la muerte de Vaimaca, el 20 de setiembre, dio a luz a una niña a la que llamó María Mónica Micaela Igualdad Libertad.
La niña probablemente fuera hija de Vaimaca Pirú, pero en la situación fue Tacuabé quien asumió el rol paterno, asistiéndola atentamente durante el parto y cuidando de ambas.

“La pequeña charrúa nació a término, su cabeza es muy chiquita, sus cabellos son de un negro azabache y muy espesos; su piel es de color tierra de siena oscura, como la de sus padres. Su madre no pudiendo alimentarla, se dijo, se le dieron alimentos que ocasionaron una inflamación de la barriga, y después del cuello de la vejiga; de ahí la retención por la cual la he examinado. Exigí que esta niña sea alimentada por su madre; hoy se encuentra bien.”
Dr. Tanchou. Publicado en el diario La cazette des Hopitaux, 1833.

En ese momento, las duras críticas por parte de la opinión pública francesa hicieron que la Justicia determinara que los sobrevivientes fueran retornados a su país natal. Ante esta decisión, De Curel los pasó a la clandestinidad, cambiando sus nombres a Laurent Tacoubé, Michella Jougousa Gununusa y su hija Caroline Tacoubé, y huyó a su ciudad natal, Lyon, donde los vendió al dueño de un circo con la condición de que los sacara de Francia. Otras versiones indican que los habría vendido previamente a un empresario que a su vez los habría entregado a alguien más.
Se emitió una orden de arresto sobre De Curel, pero nunca se lo pudo encontrar.
Guyunusa y Tacuabé habrían logrado escapar y recibido apoyo solidario de gente de la ciudad para rentar una habitación en una pensión y asentarse en Lyon. Otra versión indica que según un registro de viajeros, Tacuabé continuaría relacionado al circo en julio de 1834.
El 22 de julio de 1834 Guyunusa es llevada al hospital del Hôtel-Dieu de Lyon con un grave cuadro de tisis pulmonar. En el hospital le afeitaron el cabello, pusieron un encofrado en su cabeza y dos tubos en su nariz para permitirle respirar y le hicieron un vaciado de yeso para conservar el registro de su estructura craneana. Falleció pocas horas después, según consta en su acta de defunción en los archivos de los Hospices Civils de Lyon, sus restos fueron depositados en un osario común. El molde del busto de Guyunusa se conserva en el Museo del Hombre de París.
Una hipótesis enuncia que Tacuabé trabajaba como saltimbanqui en Lyon con el nombre de Jean Soulassol, cuyo acto desapareció de cartel el mismo día que falleció Guyunusa.

“A partir de julio de 1834, perdí los rastros de Tacuabé y su hija. ¿Qué pasó con esos infortunados? ¿Cuánto tiempo pudieron resistir las miserias de su vida? ¿Dónde acabó su doloroso calvario? Debo dejar sin respuesta todas estas preguntas, deseando que, cualquier día, un feliz azar permita a un investigador más hábil que yo, escribir el acto final de este punzante drama.”
Paul Rivet, 1930.

En la ciudad de Lyon existe una calle a la que llaman “Camino del indio”. La leyenda dice que por allí pasó un indio huyendo con un bebé en brazos.
En una reciente investigación se comprobó que Caroline Tacoubé de un año de edad, falleció el 29 de agosto de 1834 en Lyon. No existen registros de Laureano Tacuabé, Laurent Tacoubé ni Jean Soulassol después de la muerte de Guyunusa.

## Memoria
Se han nombrado en su honor:
- El Observatorio Astronómico María Micaela Guyunusa del Liceo público N° 65 de Montevideo.
- El asteroide (73342) Guyunusa.[21]
- La Escuela Rural Nº 31 María Micaela Guyunusa de Sauce de Buricayupí, Paysandú.[22]
- El Centro Cultural Guyunusa, dependiente del Municipio D de la Intendencia de Montevideo.[23]
- La Ruta 24 recibe el nombre de Guyunusa en 2013.[24]
- El Jardín N°306 "Micaela Guyunusa" en el barrio Sayago de Montevideo, dependiente del Consejo de Educación Inicial Y Primaria de la Administración Nacional de Educación Pública del Uruguay.
- La Escuela Nº 68 María Micaela Guyunusa de San José de Mayo, San José en el barrio centro, dependiente del Consejo de Educación Inicial Y Primaria de la Administración Nacional de Educación Pública del Uruguay.

## Nota
1. ↑  Los niños charrúas capturados fueron entregados a familias montevideanas como sirvientes.[5]

“El Sr. Comandante del Escuadrón Nº 1 a cuyo cargo se hallan los indios e indias charrúas, los pondrá a disposición de Don Juan Cora, a quien se ha encomendado su distribución entre las personas que los han solicitado; a excepción de los caciques y demás varones, que pasen de quince años, tomando recibo a continuación de esta orden.”
José Ellauri, comunicado del Ministerio de Guerra. Montevideo, 3 de mayo de 1831.